# Кедлингарфьёдль
Ке́длингарфьёдль (исл. Kerlingarfjöll) — горный хребет в Исландии, находящийся на Исландском плато рядом с дорогой Кьёлюр. Вулканическая природа этих гор проявляется в виде множества горячих источников и ручьёв в данной местности. Горы Кедлингарфьёдль являются частью крупной системы вулканов площадью 100 км². Вулканы данного хребта принадлежат типу туйя.
В данной местности почва имеет красноватый оттенок из-за риолита. Минералы, выносимые на поверхность горячими источниками, также окрашивают почву в жёлтый, красный и зелёный цвета.
Ранее Кедлингарфьёдль был известен своим летним горнолыжным курортом, однако в 2000 г. курорт был закрыт.
С 2000 Кедлингарфьёдль функционирует как высокогорный курорт, предоставляющий гостям снаряжение и питание.